# Danh sách tỷ phú Iran theo giá trị tài sản
Dưới đây là danh sách các tỷ phú người Iran hoặc gốc Iran theo giá trị tài sản, theo báo cáo của tạp chí Forbes (Mỹ) cũng như các cổng thông tin chính thống khác thì họ đã sở hữu giá trị tài sản ước tính trên 500 triệu đô la Mỹ.

## Danh sách các tỷ phú người Iran củaForbes
| Thứ hạng | Thứ hạng trên thế giới | Họ và tên            | Quốc tịch      | Giá trị tài sản (tỷ đô la Mỹ) | Nguồn gốc tài sản | Tham chiếu |
| -------- | ---------------------- | -------------------- | -------------- | ----------------------------- | ----------------- | ---------- |
| 1        | 27                     | Pierre Morad Omidyar | Hoa Kỳ · Pháp  | 10,4                          | eBay              | [ 1 ]      |
| 2        | 1.394                  | Farhad Moshiri       | Vương quốc Anh | 1,76                          | Đa dạng           | [ 2 ]      |
| 3        | 1.999                  | Isaac Larian         | Hoa Kỳ         | 1,76                          | MGA Entertainment | [ 3 ]      |

## Danh sách các tỷ phú người Iran trước đây củaForbes
| (Các) năm | Họ và tên          | Quốc tịch      | Giá trị tài sản đạt đỉnh (tỷ đô la Mỹ) | Nguồn gốc tài sản        | Tham chiếu |
| --------- | ------------------ | -------------- | -------------------------------------- | ------------------------ | ---------- |
| 2014–2015 | Gia tộc Elghanayan | Hoa Kỳ         | 2,2 (2015)                             | Bất động sản             | [ 4 ]      |
| 2006–2009 | Omid Kordestani    | Hoa Kỳ         | 2,2 (2007)                             | Google                   | [ 5 ]      |
| 2014–2015 | Gia tộc Merage     | Hoa Kỳ         | 1,8 (2015)                             | Đồ ăn nhẹ microwavable   | [ 6 ]      |
| 2007      | Manny Mashouf      | Hoa Kỳ         | 1,3 (2007)                             | Bebe Stores              | [ 7 ]      |
| 2005–2013 | Nasser Khalili     | Vương quốc Anh | 1,0 (2007)                             | Nghệ thuật, bất động sản | [ 8 ]      |

## Các tỷ phú và triệu triệu phú khác theo báo cáo
| Họ và tên                   | Quốc tịch      | Giá trị tài sản đạt đỉnh (đô la Mỹ) | Nguồn gốc tài sản | Tham chiếu |
| --------------------------- | -------------- | ----------------------------------- | ----------------- | ---------- |
| Gia tộc Ghermezian          | Canada         | 2,5 tỷ (2016)                       | Triple Five Group | [ 9 ]      |
| Kamran Hakim                | Hoa Kỳ         | 1,8 tỷ (2014)                       | Bất động sản      | [ 10 ]     |
| Vincent và Robert Tchenguiz | Vương quốc Anh | 1,67 tỷ (2007)                      | Bất động sản      | [ 11 ]     |
| Arash Ferdowsi              | Hoa Kỳ         | 1,1 tỷ (2018)                       | Dropbox           | [ 12 ]     |
| Danyel Benhaghnazar         | Hoa Kỳ         | 1,0 tỷ (2017)                       | Bất động sản      | [ 13 ]     |
| Ardeshir Naghshineh         | Vương quốc Anh | 991 triệu (2008)                    | Targetfollow      | [ 14 ]     |
| Hassan Khosrowshahi         | Canada         | 838 triệu (2015)                    | Future Shop       | [ 15 ]     |
| David Alliance              | Vương quốc Anh | 791 triệu (2017)                    | N Brown Group     | [ 16 ]     |